# Sarnik
Sarnik (niem. Rehfeld) – osada sołecka w Polsce położona w województwie zachodniopomorskim, w powiecie choszczeńskim, w gminie Pełczyce. W latach 1975–1998 miejscowość administracyjnie należała do województwa gorzowskiego. W roku 2007 osada liczyła 366 mieszkańców. 

## Geografia
Osada leży ok. 3,5 km na południe od Pełczyc.

## Historia
Sarnik jest wsią o metryce średniowiecznej, założoną na karczunku puszczy, wzmiankowaną w źródłach już w 1337 r., była wówczas własnością rodu von Wedel a później von Flemming. Od poł. XV wieku do poł. XVIII wieku Sarnik należał do rodziny von Flatow. W 1796 r. wieś podzielono między von Billerbecków i von Knobelsdorfów. Miejscowość była wówczas niewielką wsią z jednym folwarkiem, młynem i 20 zagrodami. Ok. 1830 r. wieś przeszła na własność mieszczanina Augusta F. Menza, w 1870 r. folwark wraca ponownie do Wedlów, którzy to prawdopodobnie w 1898 r. wznieśli okazały pałac, przypuszczalnie z tego okresu pochodzi także założenie parkowe. Po II wojnie światowej folwark wraz z pałacem został włączony do Państwowego Gospodarstwa Rolnego. Pałac użytkowany do lat 50. XX wieku, opuszczony i zdewastowany popadł w ruinę. Obecnie wraz z parkiem w prywatnych rękach.

## Zabytki
Do wojewódzkiego rejestru zabytków wpisane są:
- kościół ewangelicki, obecnie pw. Niepokalanego Poczęcia NMP z pierwszej połowy XVII wieku, przebudowany w XIX wieku; kościół filialny, rzymskokatolicki należący do parafii pw. Matki Boskiej Królowej Polski w Pełczycach, dekanatu Barlinek, archidiecezji szczecińsko-kamieńskiej, metropolii szczecińsko-kamieńskiej, posiada charakterystyczną sygnaturkę na wschodnim szczycie.
- zespół pałacowy:
  - ruina pałacu, z 1898 roku z bocznymi pawlonami
  - brama wjazdowa z fragmentem ogrodzenia, z drugiej połowy XIX wieku, za nią czterorzędowa aleja starych lip[6];
  - park pałacowy, z XVIII wieku, zmieniony w drugiej połowie XIX wieku, z pozostałościami fontanny.